# 434 a. C.
El año 434 a. C. fue un año del calendario romano prejuliano. En el Imperio romano se conocía como el Segundo año del Consulado de Yulo y Tricosto o el Año del Consulado de Capitolino y Pretextato y el Año del Tribunado de Coso, Pretextato y Capitolino (o menos frecuentemente, año 320 Ab urbe condita).

## Acontecimientos

### República Romana
- Los romanos, bajo el mando del dictador, Quinto Servilio, ocupan y saquean Fidenas.

## Nacimientos
- Pagondas, político y beotarca tebano (m. 360 a. C.)

- Datos: Q234078